# 顺德区
顺德區是中华人民共和国广东省佛山市下辖的市辖区，前身為顺德市，更早以前為顺德县。其东北面和西面是佛山市南海区，北面是佛山市禅城区，西南面是江门市蓬江区，南面是中山市，东面是广州市番禺区与广州市南沙区。顺德是“广东四小虎”之一，区人民政府駐大良街道德胜新城行政中心。
順德位於珠三角廣府文化腹地，自古經濟發達，商業繁榮，文教鼎盛。順德是粵曲、粵劇的發源地之一，是“中國曲藝之鄉”。順德美食文化源遠流長，天下聞名，被聯合國教科文組織授予“世界美食之都”的稱號，並有“中國廚師之鄉”美譽。

## 歷史
順德早在先秦時期已經有越族先民活動痕跡，當時屬於百越的地方。和順德接壤的佛山南海區六千年前已經產生了著名的「西樵山文化」，不過，目前為止，順德出土年代最早的文物相當於戰國時代，時間上媲西樵山文化晚了三千多年. 後來秦朝統一嶺南，設置南海郡。秦末，趙佗建立南越國。自隋朝，被編入南海縣。
唐代的順德開始出現市集。顺德古称咸宁县，五代十国时期，南汉刘岩政权割据岭南时，乾亨元年（917）改广州为兴王府，并仿唐代首都长安建置，分南海县为咸宁、常康（在兴王府附郭）二县及永丰、重合二场，以拱卫都城。咸宁县治所在今佛山市顺德区北滘镇简岸路村。
北宋开宝四年（971），潘美平南汉；五年，合併咸宁、常康二县与永丰、重合二场及番禺、四会为南海县。咸宁县，常康縣仅仅存在了56年。到了宋朝，人口比之前大為增加，文化和經濟也進一步發展，區內的碧江村就是當時建立，並以造紙和腌笋聞名。南宋末年，民眾隨同朝廷逃難，使順德人口快速增長。
明朝正统十四年(1449年)，黄萧养起义爆发。起义失败后，为加强统治，景泰三年(公元1452年)朝廷将南海的东涌、马宁、鼎安、西淋四都和新会的白藤堡（1958年10月复归新会县）劃出，置顺德县，取“顺天明德”之意，县治太艮堡，并改名大良。明、清两代由广州府管辖。
民國時，全縣分為十區。1914年6月，后属粤海道管理。1920年，废道后直属省。
1949年10月28日，中國人民解放軍進駐顺德，10月30日，容(容奇)良(大良)军事管制委员会成立。1950年3月20日，顺德县人民政府正式成立，隶属珠江行署。1955年，顺德县人民委员会成立，隶属粤中行署。1958年，顺德和番禺两县合并，改名番顺县，隶属佛山专区。1959年6月，顺德、番禺两县建制恢复，顺德仍隶属佛山专区。1968年，顺德县革命委员会成立，隶属佛山专区。1970年，佛山专区决定由顺德县负责围垦位于珠海县的大横琴与小横琴岛之间的中心沟。1980年，恢复顺德县人民政府，隶属佛山地区。1983年6月，撤销佛山地区，实行市管县体制后，隶属佛山市。

### 撤县改市
1992年3月26日，民政部批准顺德撤县设县级市，4月30日，顺德市人民政府正式成立。1999年7月27日，广东省委、省人民政府正式批复关于确定顺德市为率先基本实现现代化试点市的意见，批复同意在维持顺德市目前县级建制不变的前提下，除党委、纪检、监察、人民法院、人民检察院等系统和国家垂直管理部门仍维持现行管理权限由佛山市代管外，其他所有的经济、社会、文化等方面的事务，赋予顺德市行使地级市的管理权限，并直接对省负责。

### 撤市改區
2003年1月8日，順德撤市设区。2004年1月28日，順德固網電話號碼升位，原有的區碼0765被取消，換成與佛山一樣的0757，並在所有固網電話號碼之前加上"2"字，成為8位的電話號碼。
2009年8月17日 ，广东省委、省人民政府正式批复，同意佛山市顺德区继续开展以落实科学发展观为核心的综合改革试验工作。批复同意在维持顺德区目前建制不变的前提下，除党委、纪检、监察、人民法院、人民检察院系统及需要全市统一协调管理的事务外，其他所有经济、社会、文化等方面的事务，赋予顺德区行使地级市管理权限。
2010年4月，经广东省国土、规划等相关部门的协调，并报请省人民政府同意，由珠海市横琴新区管委会收回佛山市顺德区在横琴岛中心沟顺德围垦区内的全部国有土地使用权。
2011年2月11日下午，广东省编办正式通报，广东省近日正式发文确定佛山顺德为广东省首个省直管县试点，由此拉开广东“省直管县”改革序幕。广东确定顺德区为“省直管县”试点后，顺德区享有地级市管理许可权和行政执法许可权，并实施“省直管县”财政体制，佛山市和顺德区统一按照广东省的财政管理体制要求，各自编制本级财政收支预算和年终决算，分别报省汇总；佛山市、顺德区不得要求对方分担应属自身事权范围内的财政支出责任；转移支付、税收返还、所得税返还等由省财政直接核定并补助到顺德区；国家、省级财政的专项资金对顺德区实行单列划拨，顺德区可直接向省级财政等有关部门申请专项拨款补助，由省财政直接下达顺德区。

## 政治
中华人民共和国建立以来，1954年6月27日，顺德县召开了由全县人民普选产生的县第一届人民代表大会第一次会议。文化大革命期间，人民代表大会停止活动，直到1980年9月27日召开的第七届人民代表大会第一次会议，顺德才恢复人民代表大会制度。根据1993年3月29日修订的宪法规定，县、市、市辖区的人大每届任期为5年。
1992年顺德被确立为广东省综合改革实验县，并撤县建县级市，开始了以建设服务型政府为目标的行政体制改革。1999年顺德被确定为“率先实现现代化试点市”，在经济、社会、文化等方面享有地级市管理权限，并直接对省负责。
2002年12月，顺德市被撤销，并入佛山市后变成顺德区，地级市管理权限被取消，部分行政权限受到限制。2008年年底，《佛山市顺德区党政机构改革方案》（又叫“顺德大部制”）开始酝酿，2009年9月14日正式出台并施行。改革后，顺德区党政机构由原来的41个精简到16个，分为政务管理、经济调节与市场监管、社会管理与公共服务三类。改革后也增设了区政府政务委员，与区委常委和副区长兼任16个大部门的首长，实行部门首长负责制，并参加区联席会议决策，从而缩短行政过程。

2010年9月，顺德成立公共决策咨询委员会（简称“决咨委”），为顺德重大公共政策提供相应咨询、论证和建议和民意征集工作。委员会由48人组成，17人来自顺德本土企业，20人来自学术机构，11人来自本地基层社区、文化教育医疗法律等行业；48人又被分成经济、政府公共管理类、城市建设、社会类和文化类等5个界别，聘期2年，可连任。目前48名成员均由顺德区政府相关部门推荐而组成。决咨委采取双月制和季会制的会议制度，定期讨论相关公共政策所涉内容。
不久，顺德容桂成为“简政强镇”改革试点，并于2009年11月9日率先部署改革，原来的28个部门和单位被整合为11个机构和2个分局。2010年8月1日，顺德区内其余9个镇和街道均开始实施“简政强镇”改革。
2011年2月，《关于进一步完善和深化顺德行政体制改革的意见》出台，顺德区被广东省确定为省直管县试点，享有地级市的行政执法权限。

## 行政区划
目前顺德区下辖4个街道和6个镇：伦教街道、勒流街道、大良街道、容桂街道、陈村镇、北滘镇、乐从镇、龙江镇、杏坛镇和均安镇。
其中大良、容桂和伦教组成顺德中心城区，杏坛和均安组成东海发展协调区。
| 街道/镇  | 面积 （km2） | 户数   | 户籍 人口 | 居委 会数 | 村委 会数 | 地图 |
| -------- | ------------ | ------ | --------- | --------- | --------- | ---- |
| 顺德区   | 806.50       | 370010 | 1284881   | 92        | 108       |      |
| 伦教街道 | 59.21        | 25924  | 87185     | 2         | 8         |      |
| 勒流街道 | 90.84        | 32519  | 120075    | 5         | 17        |      |
| 大良街道 | 80.19        | 72840  | 227629    | 19        | 2         |      |
| 容桂街道 | 80.17        | 64841  | 208463    | 23        | 3         |      |
| 陈村镇   | 50.92        | 24167  | 80861     | 8         | 7         |      |
| 北滘镇   | 92.41        | 35118  | 123606    | 8         | 10        |      |
| 乐从镇   | 77.55        | 32892  | 108251    | 4         | 19        |      |
| 龙江镇   | 73.78        | 25860  | 103454    | 9         | 13        |      |
| 杏坛镇   | 122.07       | 33169  | 134813    | 6         | 24        |      |
| 均安镇   | 79.36        | 23310  | 90544     | 8         | 5         |      |

## 經濟

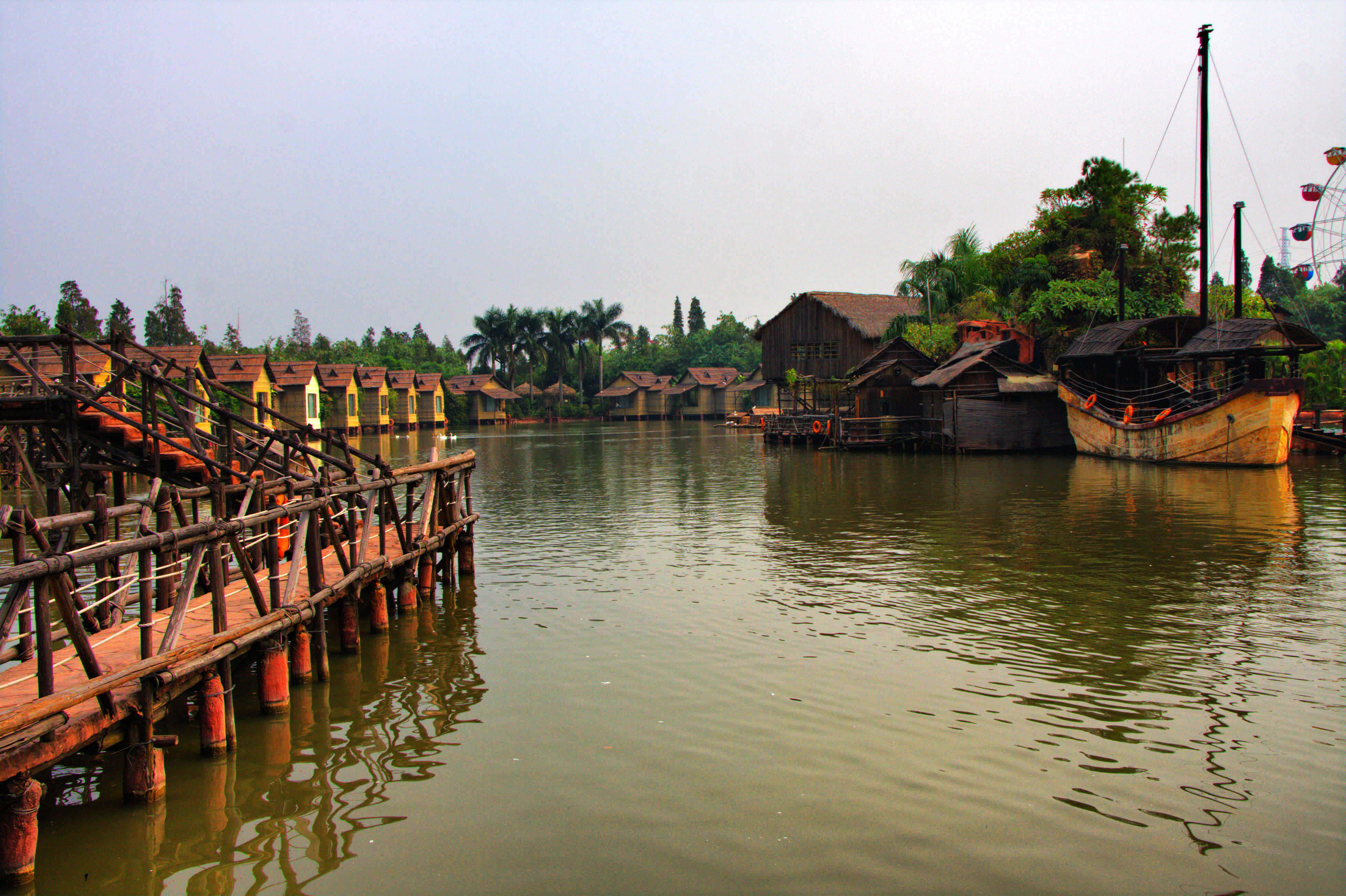
长鹿农庄

顺德自古是“鱼米之乡”，以桑蚕生产而闻名，有“南国丝都”之称。清朝末年，顺德机器缫丝工业勃兴，20世纪20年代，顺德蚕丝业达到鼎盛期，成为广东蚕丝业的制造、贸易中心，蚕丝交易的活跃促进了顺德金融业的繁荣，“一船蚕丝去，一船白银归”，顺德因货币周转量高企，一度被称为“广东银行”。
自中國內地實行改革開放以來，順德提出“工业立县”的战略，推行“以集体经济为主、以工业为主、以骨干企业为主” 的“顺德模式”，以“三来一补”模式积极引进外来资金，各镇以社队创业为基础，兴办一批生产家用电器、塑料制品、服装、纺织制品的乡镇企业，顺德从“摇头摆尾”（生产电风扇、桑基鱼塘）起步，迅速发展成为全国最大的家电生产基地，顺德制造的家电产品开始风行全国，与此同时，以龙江镇和乐从镇为核心的家具业、以陈村镇为核心的花卉业也迅猛发展，“两家一花”（家电、家具、花卉）成为顺德的核心产业，顺德由典型的农业县一跃成为新兴的工业城镇，被誉为「廣東四小虎」之首。
1992年起，顺德作为全省试点，在全省乃至全国率先进行国有企业、集体企业产权制度改革，以“靓女先嫁”的精神把优质企业转制为股份制公司，碧桂园、美的、万家乐、格兰仕、康宝、科龙等一批知名企业品牌均诞生或崛起于该时期。在顺德撤市设区之前，综合实力位居全国百强县之首。
顺德2011年全区生产总值（GDP）2263.93亿元人民币，同比增长12.4%，年末全区常住人口247.34万人，人均GDP91，531元人民币(约合14,483美元)。2017 年全区生产总值（GDP）3059.30 亿元，比上年增长 8.5%。其中，第一产业增加值 44.40 亿元，增长1.0%，第二产业增加值 1729.65 亿元，增长 8.8%，第三产业增加值 1285.25 亿元，增长 8.5%，三次产业结构为 1.5：56.5：42.0。年末全区常住人口261.45 万人，比上年末增加6.98 万，增长3.93%。在2012年至2019年中国百强区中连续八年排行第一。
除容桂和杏坛外，顺德其余8个镇街均为专业镇，其中伦教的珠宝首饰和木工机械制造、乐从的大型专业市场（家具、钢铁、塑料）、陈村的花卉业、勒流的小五金小家电、龙江的家具制造和家具材料、北滘的家电、均安的牛仔服装和大良的机械及电气装备都是其各自的特色产业。
2011年，据抽样调查，全年城镇居民人均可支配收入为34,262元人民币（5421美元），城镇居民家庭恩格尔系数为31.7%，尚属富裕。
顺德的本地银行是顺德农商银行，2016年根据《今日农商行》统计发布的2016年农商行资产大排名出炉，诞生并扎根于顺德的顺德农商银行以2595.3亿元的资产跻身全国十强，排名第九。顺德农商银行前身是始建于1952年的顺德农村信用合作社，是一家具有65年发展历史的金融企业，2009年12月23日改制为农村商业银行，是广东省三家首批成功改制的农村商业银行之一。在顺德更拥有320家分支机构，其中总行营业部1家，一级支行11家，二级支行148家，分理处160家。2016年度，根据英国《银行家》杂志，全球1000家大银行中，顺德农商银行综合排名279位；国内银行综合排名40位；2016年中国前100家最大规模的商业银行，排名39位；2016中国民营企业500强，排名414位；广东民营企业100强，位列第48名。
2017年，顺德全境拥有两家世界500强企业，两家企业均在顺德境内的北滘镇，并且全部都是民营企业，美的集团年营业收入24060.4百万美元，位列2017财富世界500强中的第450位；碧桂园控股有限公司年营业收入23043.7百万美元，位列2017财富世界500强中的第467位。
2017年，顺德全境拥有4家中国500强企业，美的集团股份有限公司，排名38位，年营收1598.417亿元人民币；碧桂园控股有限公司，排名42位，年营收1530.87亿元人民币；海信科龙电器股份有限公司，排名235位，年营收267.302亿元人民币；中国联塑集团控股有限公司，排名347位，年营收172.21亿元人民币。
2016年，顺德境内北滘镇入选第一批全国特色小镇；2017年，顺德境内乐从镇入选第二批全国特色小镇。

## 人口
根据2010年第六次全国人口普查，顺德区总人口2,461,701人，其中户籍人口1,984,989人，共706,870户家庭，平均每户2.81人；总人口男性人口数1,329,396人，占54%，性别比为117.41；总人口中14岁或以下有296,391人，占12.04%；15至64岁人口为2,051,665人，占83.34%；65岁及以上人口为113,645人，占4.62%；每10万人中具有大专以上、高中以上学历的分别有8,786人、19,984人，文盲率1.54%。
对比2000年第五次全国人口普查，总人口增长45.31%，年均增长3.81%，平均每户人口数减少0.67人，性别比上升5.79，14岁或以下、15至64岁和65岁或以上人口的比例分别下降5.3个百分点、上升5.6个百分点和下降0.3个百分点；而每10万人中具有大专以上、高中以上学历的分别上升5,547人、5,031人，文盲率下降1.53个百分点。
根據第七次全国人口普查結果，截至2020年11月1日零時，順德區常住人口的基本情況公佈如下:
一、常住人口:全區常住人口為3229090人。 
二、人口增長:全區常住人口與2010年第六次全國人口普查的2461701人相比，十年共增加767389人，增長31.17%，年平均增長率為2.75%。
三、户別人口:全區共有家庭户1154560户，集體户129680户，家庭户人口為2812637人，集體户人口為416453人。平均每個家庭户的人口為2.44人，比 2010 年第六次全國人口普查的 2.81人減少0.37人。

## 气候

顺德风玫瑰图

顺德区位于珠江三角洲平原中部，地处北回归线以南，属亚热带海洋性季风气候，温暖湿润，年平均气温22.3℃，最低1.1℃，最高38.7℃，一年中日最高气温大于等于30℃有128日，而大于等于35℃有12.5日；平均降雨量为1660mm，平均每年有145日有降雨，雨季集中在4月至9月，占全年83%，另外平均每年有6.6日是暴雨日；年平均雷暴日数为78.6日，其中8月最多，达到16日；平均湿度80%，其中12月最低，平均湿度72%，4月和6月最高，为85%；全年多北风，频率为13%，10月至次年3月以北风为主，4~8月南风或东南风较多，年平均风速为2.4m/s，年平均大风日数为2日，而台风集中在夏秋两季；年平均日照时数1843小时，其中7~8月最多，2~4月最少，年日照百分率42%；年平均气压1011.0百帕，其中12月份最高，平均气压1019.1百帕，8月份最低，平均气压1002.9百帕；年平均蒸发量1596毫米，其中7月蒸发量最多，8月次之，2月最少。

## 文化名人

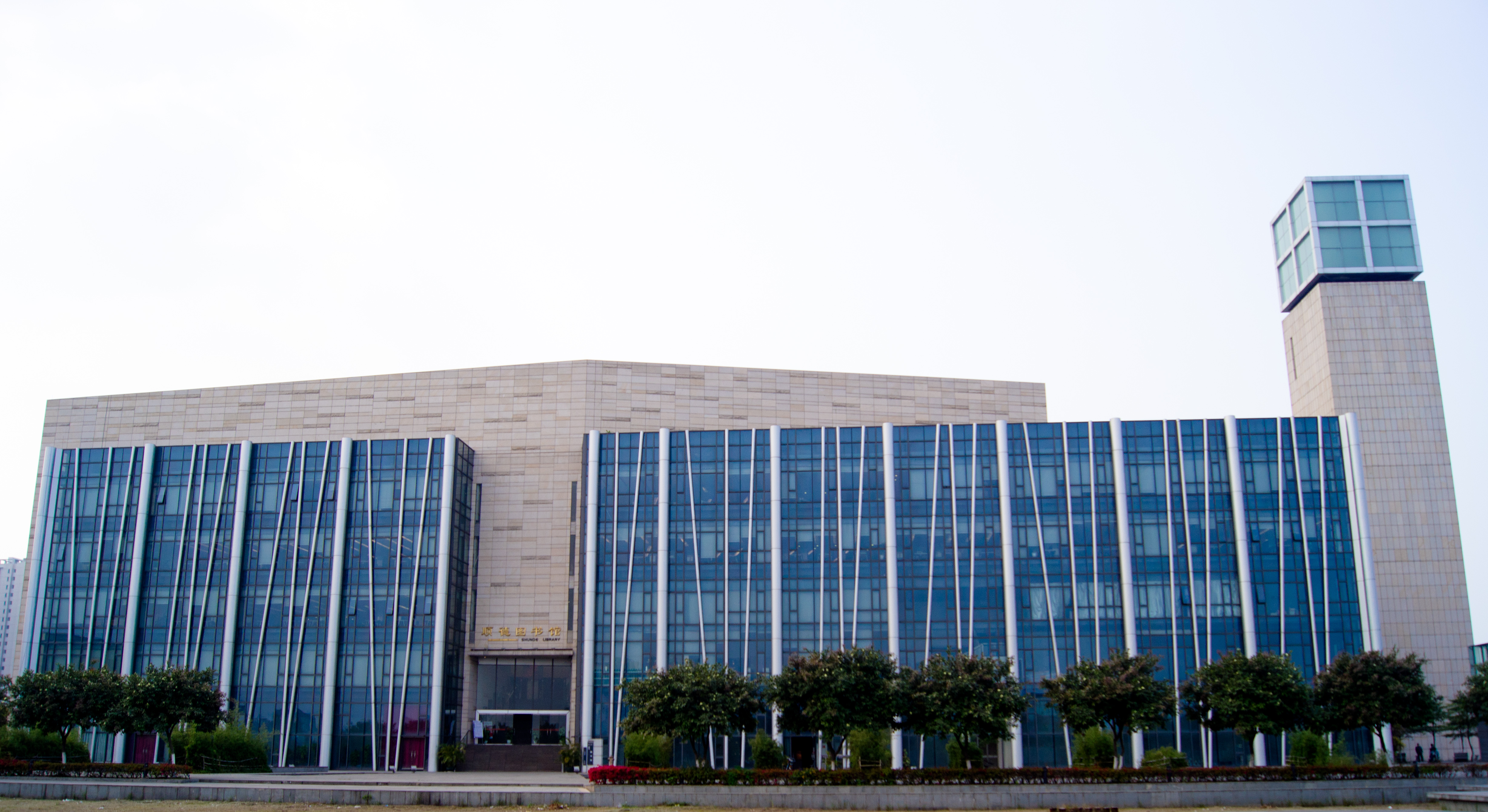
顺德图书馆

順德自古人文昌盛，北宋至清末出過文狀元3名，武狀元1名，文武進士762人，文武舉人2397人；孕育了清代詩書畫三絕的黎簡和畫壇怪傑蘇仁山，以及李海泉、李小龍，李兆基、鄭裕彤、羅定邦、伍宜孫、梁銶琚，李香琴等傑出人物。

### 艺术
唱粵曲：順德的鄉間曲藝社（俗稱“私夥局”）名聞遐邇，其中尤以均安、容桂、大良為盛。
魚燈：順德有“元宵春燈”的習俗，在大良元宵節還舉辦魚燈賽會。“大良魚燈”是富於水鄉特色的扎作工藝，以竹紮成魚形骨架，蒙上明紗，繪染鱗鰭，點燃蠟燭，栩栩如生。
鑼鼓櫃：鑼鼓櫃是用花縷木做成的亭轎式可抬動的木櫃，上面雕刻着形態各異栩栩如生的歷史人物，裏面裝有用作吹、拉、彈、奏、擊的各類樂器，以“櫃”為單位組成一個演奏班底。
舞獅舞龍：舞龍、舞獅是中國文化中的一顆璀璨明珠，起源於漢代，最初是作為祭祀祖先、祈求甘雨的一種儀式，後來逐漸成為逢年過節常見的一種文娛活動。

### 饮食
北京时间2014年11月30日傍晚，联合国教科文组织通过官方网站向全世界公布：顺德成为联合国教科文组织全球创意城市网络组织的成员，并获得“世界美食之都”称号。联合国教科文组织总干事伊琳娜·博科娃也以正式函件告知顺德区委副书记、区长黄喜忠，并表示祝贺。顺德获此殊荣，是在“中国厨师之乡”“中国美食名城”两大国字号荣誉基础上，再添世界级的荣誉，成为全国第二个，世界第六个联合国教科文组织发起的创意城市网络——“世界美食之都”的城市。
顺德古称“凤城”，是国内著名的“烹饪之乡”和“粤菜之源”。顺德善于博取众长，推陈出新，烹饪河鲜和蒸炒各种菜肴，以风味鲜美、清淡香脆驰誉海内外。顺德点心则以制作精细、外形雅致、松脆可口为特色，双皮奶等11种名特小吃入选“中华名小吃”。据相关资料显示，顺德人素喜调味烹饪，自古就食不厌精，脍不厌细，美食之风自清代便已盛行，早在清代，游宦广东的省外人士即称道“顺德乳蜜之乡，言饮食，广州逊其精美”；及至近世，珠三角一带盛传的“食在广州，厨出凤城”的说法也充分显示了顺德在中华美食领域的重要地位以及顺德人的烹调技术在粤菜菜系中的独到优势。“凤城名厨”获得外界普遍公认，广州、香港、澳门和海外粤人聚居地的酒楼餐馆，大多乐于聘用顺德厨师。顺德是全国餐饮名店、名师最密集的地区之一。顺德当地餐饮人才更是群星璀璨，拥有9位“中国烹饪大师”和34位“中国烹饪名师”、26位“广东烹饪名师”，并于2004年，顺德被中国烹饪协会评为“中国厨师之乡”，成为目前中国四大厨师之乡之一。
广东顺德的特色菜肴有大良双皮奶、大良牛乳、大良炒鮮奶、炸鮮奶、大良崩砂、大良野雞卷、順德撈魚生、順德春花肉、水蛇粥、玉樹順德魚腐、竹筒田雞、肉末煎藕餅、均安煎魚餅、夜香脆魚片、南乳花生、威化紙包雞、香煎魚骨、倫教糕、煎釀鯪魚、梅子炆鴨、梅菜煎旦角、陳村粉、魚皮餃、椒醬肉、蜆蚧牛肉、龍江煎堆、薑汁撞奶、鮮奶綠豆沙、薏米雞湯、均安蒸猪等。
而當中較具代表性的油鹽水蒸魚，以不放半滴醬油及味精出名。而順德的順德廚師協會會長羅福南接受訪問時透露用油鹽水蒸河鮮是以前蜑家人的習慣。因漁民沒有薑葱，因此撈上後直接蒸熟，亦變成後來的油鹽水蒸魚。
2016年，中国中央电视台纪录频道拍摄并制作了介绍顺德美食的纪录片《寻味顺德》。
地方志：
順德地區在廣東省來說，文化比較發達，
第一部< 順德縣志 >在明代弘治三年( 西元一四九零年 ) 刊行，由知縣吳廷舉組織地方士紳編撰.

## 交通

### 港口
顺德港的前身是容奇港（原称顺德货柜码头），是顺德的一个货运港口，也是广东省第三大内河港口。港口占地总占地面积13万平方米，年处理集装箱80万个标准箱。码头位于西江下游的容桂水道，广珠公路容桂段容奇大桥东侧，1986年经国务院批准建设，1987年12月通过国家验收正式对外开放。1998年1月，为配合顺德新城区的建设和提高顺德市（区）的知名度。经省政府批准，市政府投资1.8亿元人民币，将容奇港搬迁并易名为顺德港。每日均开设来往香港中港城的水路航班。
顺德新港项目位于顺德杏坛了哥山脚、七滘大桥西侧、容桂水道北岸，水路可以直通南海与国际港口相接；陆路与佛山一环南延线相通，货物可直达全国各地，是目前顺德通航条件最好的河岸线。建成后的顺德新港将成为西江流域最大的货运港。

### 公路及客运
顺德拥有直通港澳的水陆客货运口岸9个，其中国家一类客运口岸1个，二类货运口岸8个。
2013年底，公路通车里程达1803公里。2015年3月，境内高速公路里程由不够12公里发展到目前100公里(包含佛山一环)，12.4公里/百平方公里的境内高速公路密度，是粵省高速公路密度的3.6倍。區境内有 105国道、 325国道、佛山一环高速公路、 佛开高速公路、 广明高速公路、 广珠西线高速、 广州绕城高速、 东新高速。
2010年顺德在大良街道主城区多个主要地段投放了号称“城市动员”的公共自行車租赁服务。2016年底，该服务已经遍布顺德辖区内九镇（容桂除外）。2017年4月，顺德迎来互联网共享单车大潮，优拜单车率先抢占大良，摩拜单车紧随其后抢占容桂市场；2017年7月，两款单车已经遍布顺德全境，可以随时使用手机应用程式租借。2017年6月，“城市动员”自行车租赁服务升级，在路边锁柱也可使用手机应用程式租借。

### 公共汽车
顺德区内已经建成了多路公共汽车网络系统，主要由顺汽公交、新协力公交、鸿运公交营运，部分跨市路线有广州、中山的公交公司参与营运。2013年12月开始公交快线系统，目前已开通K330、K335、K340、K349、K371、K391、K807、K900、K990、K992。2010年开始引进LNG车型，2012年开始引进混合动力车型，2014年开始引进纯电动车型。

### 城际轨道
广珠城际轨道交通线路也通过顺德区，设有碧江站、北滘站、顺德站、顺德学院站、容桂站共5个站。未来亦规划有佛穗莞城际经过顺德。

### 地铁
- █广佛地铁：世纪莲站、东平站、新城東站
- █佛山地铁2号线：登洲站、花卉世界站、仙涌站、石洲站
- █佛山地铁3号线：东平站、大墩站、岳步站、潭洲会展站、北滘西站、高村站、北滘公园站、广教站、伦教站、荔村站、顺德人民医院站、环市北站、大良钟楼站、东乐路站、驹荣北路站、顺德一中站、顺德欢乐海岸站、顺德学院站
- █广州地铁7号线：美的大道站、北滘公园站、美的站、南涌站、锦龙站、陈村站、陳村北站

## 旅遊

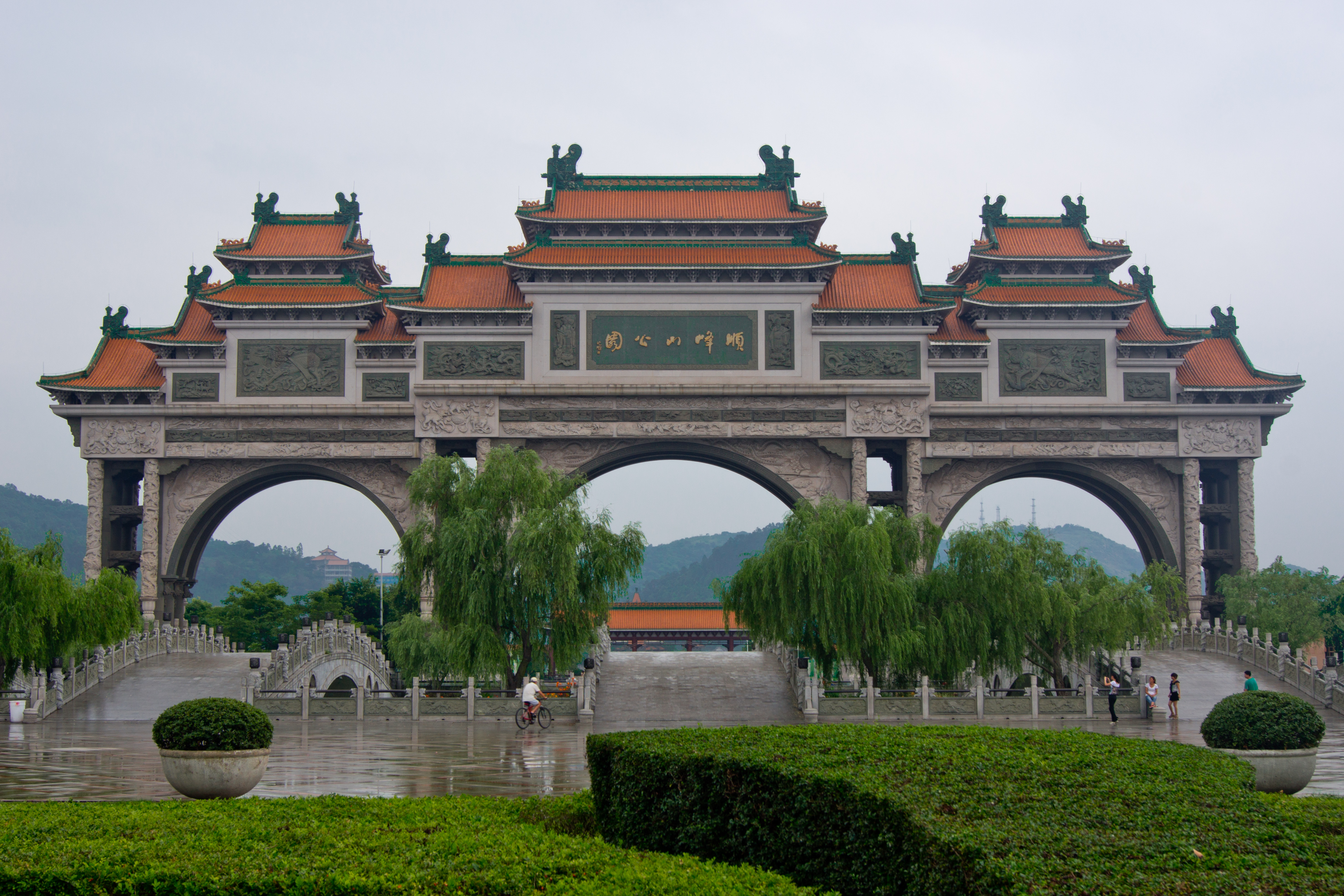
顺峰山公园

- 清晖园：广东四大名园之一，中国十大名园之一，位于大良清晖路。
- 宝林寺：位于大良。
- 顺峰山公园：位于大良。其中顺峰山牌坊为亚洲最大的牌坊。
- 双塔：青云塔（神步塔）、旧寨塔（太平塔）。位于大良。
- 西山庙：位于大良。
- 锦岩庙：位于大良。
- 华盖山栈道：位于大良
- 南国丝都博物馆：位于顺德新城区。
- 顺德博物馆：位于顺德新城区。
- 广东长鹿休博园：位于伦教三洲建设东路，靠近番禺宝墨园。
- 马岗森林公园：位于容桂。
- 树生桥、水仙宫、桂洲文塔、大凤山：位于容桂。
- 顺德和园：位于北滘。
- 逢简水乡：位于杏坛。
- 甘竹滩、状元博物馆：位于杏坛。
- 陈村花卉世界：位于陈村。
- 碧江金楼、西海烈士陵园、君兰国际高尔夫俱乐部：位于北滘。
- 李小龙乐园：位于均安。
- 奎福古寺：位于均安。
- 新世纪农业园：位于龙江。
- 仁园、紫云阁、锦屏山公园、金紫公园、漱玉泉：位于龙江。
- 沙滘牧伯里、陈氏大宗祠、乐从国际家具商贸走廊：位于乐从。

## 海難
- 1900: 500多死, 船名不詳
- 1937：甘竹灘海難，268死
- 1975: 八四海難，268死

## 特产
香云纱：中国地理标志产品。